# المغسلة (فلم)
المغسلة (بالإنجليزية: The Laundromat) فيلم درامي، جريمة، كوميدي، سيرة ذاتية أمريكي لعام 2019  من إخراج ستيفن سودربيرغ وسيناريو سكوت زي بيرنز. الفيلم من تمثيل ميريل ستريب، غاري أولدمان، أنطونيو بانديراس، وشارون ستون، وهو مبني على كتاب «عالم السرية» الذي روى فضيحة أوراق بنما  للمؤلف الحائز على جائزة بوليتسر «جيك بيرنشتاين».
عرض الفيلم لأول مرة عالميًا في مهرجان البندقية السينمائي في 1 سبتمبر 2019، ثم صدر إلى دور العرض الأمريكية في 27 سبتمبر 2019، قبل طرحه للبث الرقمي لشركة نتفليكس في 18 أكتوبر 2019. وقد تلقى الفيلم آراء متباينة من النقاد.

## طاقم التمثيل
ميريل ستريب: في دور إلين مارتن
غاري أولدمان: في دور يورغن موساك
أنطونيو بانديراس: في دور رامون فونسيكا
شارون ستون: في دور هانا
ديفيد شويمر: في دور ماثيو كويرك
ماتياس شوينارتس: في دور نيل مايوود
جيفري رايت: في دور مالشوس ايرفين بونكامبر
ويل فورتي: في دور غرينغو (المنكوبة رقم 1)
كريس بارنيل: في دور غرينغو (المنكوبة رقم 2)
جيمس كرومويل: في دور جوزيف ديفيد «جو» مارتن
ميليسا راوخ: في دور ميلاني مارتن
لاري ويلمور: في دور جيف
روبرت باتريك: في دور النقيب ريتشارد باريس
روزاليند تشاو: في دور جو كايلي
جيسي وانغ: في دور بو شيلاي
نيكي أموكا بيرد: في دور ميراندا
نونسو أنوزي: في دور تشارلز
جيسيكا ألين: في دور سيمون
ايمي بيمبرتون: في دور الجلب
كريستيلا ألونزو: في دور وكيل مصلحة الضرائب كيلمر
جاي بولسون: في دور القس كونرس
تشارلز هالفورد: في دور بايرو جاي
شوشانا بوش: في دور ريبيكا روبنشتاين
نوربرت وايسر: في دور المتزلج السويسري
جولييت دوننفيلد: في دور ثاليا
مارشا ستيفاني بليك: في دور فينشيل بونكامبر
فيرونيكا أوسوريو: في دور ماريا
ديفيد بي ويبر: في دور مراسل بنمي

## أحداث الفيلم
يتحدث المحاميان يورغن موساك (غاري أولدمان) ورامون فونسيكا (أنطونيو بانديراس) إلى المشاهدين عن مفهوم المال والائتمان. يقوم الثنائي بدور الرواة لثلاث قصص لأشخاص حول العالم تأثروا سلبًا بمكايد شركتهم، موساك فونسيكا. في حين أن القصة تم تخيلها إلى حد ما، فإن أسماء مكتب المحاماة في وسط الفضيحة إلى جانب أسماء مؤسسيها، لم تكن كذلك.
نشاهد إيلين مارتن (ميريل ستريب) وزوجها جو (جيمس كرومويل)، على متن قارب في بحيرة جورج، بمدينة نيويورك. ينقلب القارب، ويغرق جو والعديد من الأشخاص الآخرين، وعندما تحاول إيلين الحصول على تعويض من شركة القوارب عن وفاة جو، فإنها لا تستطيع ذلك لأن شركة إعادة التأمين التي اشترى مالك شركة القارب وابنه، ماثيو (ديفيد شويمر)، وثيقتهم تم بيعها إلى شركة أخرى مقرها خارج نيفيس. الشركة التي تتخذ من نيفيس مقراً لها هي في الواقع أمانة تابعة لإحدى شركات موساك الوهمية، والتي تخضع للتحقيق من دائرة الإيرادات الداخلية بمصلحة الضرائب بتهمة الاحتيال. عندما فشلت محاولات إيلين للاتصال بموساك والشركة التي تتخذ من نيفيس مقراً لها، تسافر إيلين إلى هناك لمواجهة مالشوس ايرفين بونكامبر (جيفري رايت) مدير الإدارة، وعندما تصطدم إيلين بمالخوس في الطريق، وهي لا تعرف من هو، تسأله أسئلة حول موقع شركته، ويكذب ويبتعد عنها مسرعاً، وعندما يسافر إلى ميامي، يتم القبض عليه.
القصة الثانية تدور حول سيمون (جيسيكا ألين)، وهي ابنة تشارلز الملياردير الأفريقي. عندما تكتشف سيمون أن صديقتها المقربة لها علاقة مع تشارلز، تعرض عليها أسهم (يفترض أنها تساوي 20 مليون دولار) في إحدى شركاته الاستثمارية للحفاظ على صمتها. تقبل العرض، لكن عندما تسافر إلى مكاتب موساك في مدينة بنما للمطالبة بالأسهم، يتبين أنها لا قيمة لها لأنها في الواقع جزء من شركة وهمية تحت إشراف موساك موجودة فقط على الورق.
القصة الثالثة هي مسرحية لوفاة «نيل هيوود»، وهي جزء من حادثة «وانغ ليجون». هيوود (ماتياس شوينارتس) هو وسيط للأثرياء الصينيين الذين يتطلعون إلى تحويل الأموال إلى الخارج. يزور فندقًا في تشونغتشينغ للقاء جو كايلي (روزاليند تشاو) للضغط عليها مقابل سعر أعلى بكثير إذا أرادته أن يواصل غسل الأموال لعائلتها من خلال شركة وهمية يملكها موساك. ترد جو بتسميم مشروبات مايوود. تتكشف حقيقة الحادث، وتبلغ الحكومة الصينية. تنتهي القصة باعتقال جو وزوجها بو زيلاي بتهمة قتل مايوود والفساد.
ينتهي الفيلم بتسريب أوراق بنما وما تلاها من غارات للشرطة على موساك فونسيكا، وسجن موساك وفونسيكا لفترة وجيزة، وإغلاق الشركة. يُذكّر موساك وفونسيكا، وأيضاً ميريل ستريب (بصفتها نفسها)، المشاهدين بأن العديد من هذه الشركات لا تزال موجودة، وأن ممارسة غسل الأموال والفساد باستخدام الصناديق الائتمانية الوهمية والشركات الوهمية الموجودة في الملاذات الضريبية لا تزال منتشرة على نطاق واسع.
تختتم ميريل ستريب الفيلم ببيان حول الحاجة الفورية لإصلاحات تمويل الحملات الانتخابية في الولايات المتحدة قبل تبني تعديل وضع تمثال الحرية الشهير.

## إنتاج الفيلم
في حوار أجرته الممثلة والكاتبة الأمريكية «ليزا سارة تشان» في مجلة فوربز الأمريكية (مجلة رجال الأعمال التي تحرر 8 مرات سنوياً) مع ستيفن سودربيرغ مخرج الفيلم، وصف المخرج فيلمه قائلاً: «إجابتي ذات شقين. أحدهم: فيما يتعلق بالسياسة، قد ترغب في التفكير في دعم الأشخاص الذين يعتقدون أن هذه مشكلة تحتاج إلى معالجة، وتعمق قليلاً في الكيفية التي يعتقدون أنها يجب معالجتها. الجزء الثاني: هو النظر حولك وإدراك إلى أي مدى تأثرنا جميعًا بها. كلما فكرت من يملك هذه الكتلة؟ من يملك حقيقة العقارات في الحي الذي أعيش فيه؟ من يملك العقارات التي أذهب إليها للتسوق؟ إنها نوعًا ما مثل المادة المظلمة في حياتنا الاجتماعية والاقتصادية... ما عليك إلا أن تدرك ذلك - أعتقد أنه يتم حقنك بمصل للتفكير بهذه الطريقة أو النظر إلى الأشياء بهذه الطريقة، فهذا أفضل من أن تكون غافلاً أو جاهلاً».
أُعلن ستيفن سودربيرغ في يوليو 2016، أنه يعمل على «مشروع أوراق بنما» الذي لم يكن معنونًا في ذلك الوقت، وفي أبريل 2018، أُعلن أن سودربيرغ سيخرج أيضًا الفيلم، الذي يحمل الآن عنوان «المغسلة». كتب سكوت زد بيرنز السيناريو وكان من المقرر أن يبدأ الإنتاج في خريف عام 2018. في مايو 2018 تم إعلان أن ميريل ستريب وغاري أولدمان وأنطونيو بانديراس يجرون محادثات لتمثيل الفيلم مع شركة نتفليكس، المهتمة بالحصول على حقوق توزيع الفيلم، انضم ويل فورتي وديفيد شويمر إلى طاقم التمثيل في نفس الشهر، ثم انضم ماتياس شوينارتس، وجيفري رايت، وكريس بارنيل، وجيمس كرومويل، وميليسا راوخ، ولاري ويلمور، وروبرت باتريك.

## التصوير والإصدار
بدأ التصوير الرئيسي في 15 أكتوبر 2018، وتم عرضه العالمي الأول في مهرجان البندقية السينمائي في 1 سبتمبر 2019. كما عُرض في مهرجان تورنتو السينمائي الدولي ومهرجان سان سيباستيان السينمائي الدولي في سبتمبر 2019. تم إصداره إلى دور العرض في 27 سبتمبر 2019، قبل طرحه للبث الرقمي في 18 أكتوبر 2019 لشركة نتفليكس.

## استقبال الفيلم
منح موقع الطماطم الفاسدة الفيلم تقييماً مقداره 40% بناءاً على آراء 171 ناقداً سينيمائياً، وكتب إجماع النقاد: «يسيء الفيلم استخدام طاقمه المذهل من خلال اتباع نهج مخيب للآمال وغير مركّز في تصوير أحداث الحياة الواقعية التي ألهمته».
منح موقع ميتاكريتيك الفيلم تقييماً مقداره 57% بناءاً على آراء 37 ناقداً سينيمائياً.
كتب تود مكارثي من صحيفة هوليوود ريبورتر: «هناك نوع من الوقاحة البغيضة حول نهج سودربيرغ الذي يفسد التجربة برمتها. النغمة هشة، والموقف معوج، والأداء من فريق ذكي ومتنوع وغير متساوٍ».
وصف الفيلم ريتشارد روبر من صحيفة شيكاغو صن تايمز قائلاً: «هجاء اجتماعي مشوش ومتعرج ومفاجئ وتعليقات سياسية ثقيلة جدًا على الفئة المتأخرة، وغالبًا ما تفتقر إلى الفئة المتقدمة».
كتب ألونسو دورالدي من الموقع الإخباري الأمريكي «الراب»: «إن المغسلة تتلاشى، مع وجود الكثير من الأفكار السيئة التي تقوض الغضب المبرر بشأن الأحداث التي تم تصويرها».
قدم أوين جليبرمان من مجلة «فارايتي» تقييمًا إيجابيًا وكتب: «المغسلة هي سودربيرغ وهو في أكثر حالاته مرحًا، وكذلك سودربيرغ في أشد حالاته صعوبة، وملعونًا، في هذه الحالة، إذا لم يتناغم الاثنان معًا».
كتب ا.و. سكوت من صحيفة نيويورك تايمز: «إن سودربيرغ وفريقه المتميز (بظهور شارون ستون، وجيفري رايت وماتياس شوينارتس) يحافظون على حيوية المشاهد، ويلعبون مشاهد من الخيانة والخداع مع ذوق فيلم تلفزيوني».

## جوائز وترشيحات
جوائز كاليفورنيا في مواقع التصوير 2019: رشح الفيلم لجوائز لتسع جوائز
جوائز السينما من أجل السلام 2020: رشح لجائزة «الفيلم الأكثر قيمة لهذا العام»
جوائز نقابة مصممي الأزياء 2020: رشح لجائزة «التميز في الفيلم المعاصر».
جوائز نقابة فنان مكياج هوليوود ومصمم الشعر 2020: رشح لجائزة أفضل تصفيف شعر معاصر.
جائزة العلوم الإنسانية 2020: رشح لجائزة أفضل فيلم.
مهرجان سان سيباستيان السينمائي الدولي 2019: رشح لجائزة جائزة مشاهدي مدينة دونوستيا
جمعية سانت لويس لنقاد السينما، الولايات المتحدة 2019: رشح لجائزة أسوأ فيلم لهذا العام
مهرجان البندقية السينمائي 2019: رشح لجائزة أفضل فيلم 

## روابط خارجية
- مقالات تستعمل روابط فنية بلا صلة مع ويكي بيانات

https://elcinema.com/work/2055962/ المغسلة (فيلم)
https://www.imdb.com/title/tt5865326/ المغسلة (فيلم)
https://www.netflix.com/sa-en/title/80994011 المغسلة (فيلم)
https://www.filmaffinity.com/us/film618904.html المغسلة (فيلم)
https://letterboxd.com/film/the-laundromat-2019/ المغسلة (فيلم)
https://www.metacritic.com/movie/the-laundromat المغسلة (فيلم)
https://www.blu-ray.com/The-Laundromat/879196/ المغسلة (فيلم)
https://www.rottentomatoes.com/m/the_laundromat المغسلة (فيلم)
https://www.allmovie.com/movie/the-laundromat-v718646 المغسلة (فيلم)
https://www.allocine.fr/film/fichefilm_gen_cfilm=264753.html المغسلة (فيلم)
https://prod-www.tcm.com/tcmdb/title/2170056/the-laundromat#overview المغسلة (فيلم)